# 高宗余
高宗余（1964年1月—），男，江苏南京人，中国桥梁工程专家，中铁大桥勘测设计院集团有限公司总工程师，中国工程院院士。第十三届全国政协委员。